# Єврохокейтур 2018–2019
Єврохокейтур 2018–2019 (англ. Euro Hockey Tour 2018–2019) — 23-й міжнародний хокейний турнір, складається з чотирьох турнірів: Кубка Кар'яла, Кубка Першого каналу, Шведських хокейних ігор та Чеських хокейних ігор. Проводиться традиційно між чотирма національними збірними: Росії, Фінляндії, Чехії та Швеції.

## Турніри

### Кубок Кар'яла
Матчі турніру пройшли з 8 по 11 листопада 2018 в столиці Фінляндії Гельсінкі й ще один матч провели в Празі.

### Кубок Першого каналу
Матчі турніру пройшли з 13 по 16 грудня 2018 в столиці Росії Москві й ще по одному матчу провели в Санкт-Петербурзі й Тампере.

### Шведські хокейні ігри
Матчі турніру пройшли з 7 по 10 лютого 2019 в столиці Стокгольмі й ще один матч провели в російському Ярославлі.

### Чеські хокейні ігри
Матчі турніру пройшли з 2 по 5 травня в Брно.

## Підсумкова таблиця Євротуру
| Поз | Команда   | М  | В | ВО | ПО | П | ГЗ | ГП | Різ | О  |
| --- | --------- | -- | - | -- | -- | - | -- | -- | --- | -- |
| 1   | Росія     | 12 | 6 | 2  | 0  | 4 | 41 | 27 | +14 | 22 |
| 2   | Фінляндія | 12 | 5 | 1  | 2  | 4 | 27 | 28 | −1  | 19 |
| 3   | Швеція    | 12 | 5 | 0  | 2  | 5 | 29 | 37 | −8  | 17 |
| 4   | Чехія     | 12 | 4 | 1  | 0  | 7 | 30 | 34 | −4  | 14 |